# Силва де Оливейра, Лукас
Лукас Антонио Силва де Оливейра (порт. Lucas Antônio Silva de Oliveira; родился 26 августа 1984 года, Мигел-Калмон, Бразилия) — бразильский и мексиканский футболист, полузащитник клуба «Хуарес».

## Клубная карьера
Начал футбольную карьеру в 2002 году в «Оларии».

### В Ассенсо МХ
В 2003 году Силва переходит в мексиканский клуб «Альтамира», игравший в Ассенсо МХ. После этого играет в ряде мексиканских клубов, в таких как: «Дельфинес», «Коррекаминос» и «Дорадос де Синалоа».

### В Ботафого
В 2008 году Лукас переходит в «Вилла Риу». Не сыграв не одного матча за этот клуб, арендуется «Ботафогой» на 1 сезон.

### Возвращение в Мексику
В 2009 году Силва возвращается в Мексику. В том году Лукас был арендован «Атланте». В новом клубе Силва в основном играл в дубле. Но на клубном чемпионате мира 2009 года из-за травмы одного из футболистов, стал игроком основного состава.
После Атланте Силва играл в «Веракрусе», «Дорадос де Синалоа» и «Коррекаминосе» в Ассенсо МХ. После успешного сезона в «Толуке», Лукас перешёл в «Монтеррей», игравший в Мексиканской лиге. После «Монтеррея» Силва играл в «Крус Асуль» и «Пачуке». В 2016 году Лукас заключил контракт с «Хуаресом».